# RADWIMPS
RADWIMPS（日語：ラッドウインプス），简称RAD，日本摇滚樂團，现乃日本環球音樂旗下廠牌Muzinto Records的艺人，所属经纪公司为voque ting。

## 作風
对“生命”持彻底的肯定态度，但却同时反对永生，这两种态度在他们的很多歌曲中经常对照出现。
RADWIMPS全部歌曲都是由野田洋次郎包揽作词、作曲，可以说歌词都是野田的心里话。野田说歌词全是他自己身上所发生的事情（除了一曲），还表示自己“用4张专辑来对一名女性表达爱意”，在曲中能时时感受到对爱人的过度形容。另外，内容还有对社会现象的讽刺、對於人生各個階段的想法、占星术、黄段子等，曲中用词十分广泛。且摇滚、电子、饶舌、嘻哈等音乐元素在歌曲中均有体现。
《RADWIMPS 4》为止的专辑中都以第一人称“（日语“我”的男性用语）”来歌唱，而第5张专辑开始，歌曲则是献给“（意为“你”，包括女朋友、队员、工作人员、听众）”。
在創作歌曲的时候曲调也会发生变化，也曾經说过“創作曲子的时候顺便也把樂團名改掉吧”之类的话，於是RADWIMPS企劃樂團「味噌汁's」誕生了，在现场演出的时候，團員们都穿上带有“味”字图样的T恤，戴上滑稽的鼻子眼镜来詮釋，風格與RADWIMPS截然不同。
虽然持着“不想违背RADWIMPS独特风格”、“不想与人雷同”的态度，谋求变化，但他们都觉得像是“结果绕了一圈回到原点”，谦虚地表示对自己所作的音乐不满意，並且持續追求音樂上的突破與創新。
队员们都是Red Hot Chili Peppers的铁杆歌迷，野田洋次郎和原吉他手桑原彰也是BUMP OF CHICKEN的粉丝。在日本演艺界中，有很多艺人都是RAD的歌迷，其中有杉崎美香、妻夫木聪、富坚义博、长泽正美、国分太一、二宮和也等等。DREAMS COME TRUE的吉田美和在与野田一起参加live时更以粉丝身份出现。

## 成員
野田洋次郎（日语：のだ ようじろう）（1985年7月5日—）
主唱兼吉他兼鋼琴。所有RADWIMPS的歌曲都由野田洋次郎負責詞、曲創作，同時也以個人企劃illion進行活動，更參與過多部電視劇、電影的演出。關於野田的家庭，父亲為日裔法籍企業上班族，擅長爵士鋼琴，母亲则是钢琴教师，父母親於音樂方面均有著相當的造詣，家中还有一个哥哥。因父親工作的關係，从幼儿园到小学四年级在美国生活，10歲回到日本。野田本人说，在美国的时候是住在乡村裡，不得不经常说英语，故野田的英語能力非常出色，也因為这个原因，RADWIMPS的歌词中也常常运用到英语，甚至有些歌曲的歌詞創作為全英語亦或是另有英語版本。
國中和高中都在桐荫学院就读，当时的小名是，高一的時候在吉他手桑原彰的邀請下組成了RADWIMPS，2004年开始在慶應義塾大學环境情报学学院修读（國中、高中与艺人水嶋宏是校友，大学的时候则是同一个学院的同级生；与朝日电视台的主持人本间智惠等也是同级生。）
小学5年级看到木村拓哉弹奏的《夜空的那方》后，开始学习吉他，作为乐队的兼任吉他手，使用Gibson ES-335的吉他是受英国樂團Oasis的諾爾·蓋勒格影响，另外BUMP OF CHICKEN的藤原基央、Dragon Ash的降谷健志等也对野田有很大的影响。
在《ROCKIN'ON JAPAN》的2007年7月号为止连载的“野田事件簿”栏目里，从入院、樂團甚至恋爱的话题都广泛地提及到。在2007年9月号增刊中，与降谷健志实现了对谈的心愿。之后从2008年2月号到7月号，连载了“RADWIMPS野田洋次郎能交到100个朋友吗？”的栏目。
在2008年6月25日日本女歌手Chara发行的专辑《honey》里，野田初次以制作人的身份，为其创作了一曲，之後，野田也為多名歌手創作過歌曲亦或是擔任過製作人。
武田祐介（日语：たけだ ゆうすけ）（1985年5月24日—）
贝斯兼和音。中文能力十分卓越，喜歡貓，成員當中酒量最強。洗足學園音樂大學爵士系毕业，他擅長運用在爵士樂科所學，構築細膩且富有旋律感的貝斯樂句，並以擅長Slap等技術性演奏聞名。小学的时候，受一位弹吉他的朋友影响，对吉他開始感兴趣。到了國中，被一位吉他老师以顾问招其入吹奏部。当然，其实吉他不属于吹奏乐器，于是开始学习弦乐器低音大提琴，之後被學長們邀請組樂團，開始翻奏THE BLUE HEARTS與X JAPAN的歌曲，並對樂團生活產生憧憬，高中時，他對電貝斯開始產生非常濃厚的興趣，也開始聽Red Hot Chili Peppers、Marcus Miller、Jaco Pastorius等西洋音樂，之後，在鼓手山口智史的邀請下加入RADWIMPS。
从Fretless貝斯到多弦貝斯基本上都拥有，特別喜歡擊弦和多弦貝斯，普通的4弦貝斯一般不怎么用，崇拜的貝斯乐手是馬克思·米勒和傑可·帕斯透瑞斯。除了電貝斯，他也能演奏木貝斯與Upright Bass。在《ANTI ANTI GENERATION》專輯中的17首曲子裡，有5首使用了木貝斯。此外，他在演唱會上也會根據曲目彈奏合成器、合成貝斯、鋼鼓、木吉他與電吉他、低音大提琴，展現多樣的演奏風格。2013年結婚；2020年，在自己的Instagram上宣布第一個孩子於2019年末誕生的消息；2024年5月，在自己的Instagram上宣布第二個孩子誕生的消息。
山口智史（日语：やまぐち さとし）（1985年3月20日—）
鼓手兼和音。喜欢的本土艺人是SPITZ和HY，而崇拜的鼓手则是村上秀一。Yamaha与其签约为赞助商。洗足學園音樂大學爵士系中途退学。國中二年級的時候，社團的朋友邀請他組樂團，於是他組了一支X Japan翻唱樂團，並開始打鼓，高中時在吉他手桑原彰的邀請下加入RADWIMPS。
2009年2月1日，山口在自己的Blog上宣布了要結婚的消息，婚後育有三子。山口於2009年團體巡迴期間，控制大鼓聲音的右腳好幾次無法動彈，前往醫院檢查後發現罹患「局部肌張力不全症」，透過治療後，復健、康復與惡化的狀況仍在巡迴、錄音、活動演出中反覆發生，直到2015年，病症急遽惡化，即便依靠藥物與復健也無法打鼓，感到身心已到極限的山口提出了退團的要求，然而在成員的討論之下，決定以「無限期休養」的形式讓山口留在RADWIMPS，之後，山口決定從都市移居鄉下，一邊從事農業工作一邊配合醫院的療程，病症至今仍未完全康復。2023年9月開通Instagram並且公開Twitter，目前為慶應義塾大學SFC研究所的研究員，致力於「局部肌張力不全症」的研究；2024年12月，公開與yamaha共同合作研發以「人聲觸發低音鼓」的鼓組VXD計畫。
森瑞希（日语：もり みずき）（1991年10月31日—）
支援鼓手。10歲開始打鼓，國二的時候，因為哥哥的關係開始聽RADWIMPS，並且立志成為優秀的鼓手。曾經獲得2013與2015年「Rhythm & Drums magazine 鼓手大賽」第二名。2015年，原鼓手山口智史病情急遽惡化，且因病情關係已經無法打鼓參與團體活動，因此，在RADWIMPS成員們討論之下決定尋找新的支援鼓手，為此舉辦徵選活動，於是森瑞希抱持著試看看的心態忐忑不安地參加，因出色的打鼓表現，最終通過徵選，成為RADWIMPS的支援鼓手之一。2021年，在自己的Instagram上宣布結婚的消息。
繪野匡史（日语：エノマサフミ）（1989年12月02日—）
支援鼓手。曾獲得2016年「Rhythm & Drums magazine 鼓手大賽」第一名，並且曾經擔任過偶像團體BiSH 、歌手yama 等多名歌手與團體的鼓手。因東京事變復出，原支援鼓手之一的刃田綴色回到原團，而繪野便於2020年正式加入RADWIMPS，成為RADWIMPS支援鼓手之一。
白川詢（日语：しらかわ じゅん）（1996年6月10日—）
支援吉他手，原吉他手桑原彰於2024年離開RADWIMPS後，白川詢自2025年起擔任RADWIMPS的支援吉他手。除RADWIMPS外，亦擔任日本創作歌手Ako的吉他手，並參與其製作團隊，也與多位歌手合作擔任現場吉他。曾發行個人原創EP與單曲，如《Over The Horizon》等，展現其多元音樂風格與創作實力。。

## 經歷

### 2001年
- 野田洋次郎于朋友桑原彰的邀请下成为主唱，RADWIMPS組成。初始成員為野田洋次郎（主唱/吉他）、桑原彰（吉他）、齊木祐介（吉他）、朝生恵（貝斯）、芝藤昭夫（鼓）。

### 2002年
- 2月5日－以RADWIMPS的名义在神奈川縣橫濱关内的B.B.SREET举行首场LIVE。
- 8月－桑原在截止前一天以RADWIMPS名義申請參加該年举行的《YOKOHAMA HIGHSHOOL MUSIC FESTIVAL》，於當天表演的获得了优秀奖。同年以及次年的《YOKOHAMA HIGHSHOOL MUSIC FESTIVAL》，山口和武田作为别队的乐手出席。

### 2003年
- 3月－出演FM世田谷主办的高中生文化祭，当时因原定樂團取消出演，10天前才匆忙地把出演的事情确定下来。
- 5月－1万张限定发行的首张单曲，以100日元价格即日售完。
- 7月－發行首張同名专辑《RADWIMPS》。
- 8月28日－出演《YOKOHAMA HIGHSCHOOL MUSIC FESTIVAL 2003》。
- 8月－成員野田洋次郎因準備大學入學考试中止樂團活动。

### 2004年
- 3月－成員野田洋次郎大學錄取，樂團活动再次啟動。初始成員齊木祐介、朝生惠、芝藤昭夫另有生涯規劃離開RADWIMPS，成員更换，武田祐介（貝斯）与山口智史（鼓）的加入促成了现在的RADWIMPS。
- 5月29日－於横浜CLUB24WEST舉行LIVE HOUSE演出。
- 6月25日－於横浜F.A.D舉行LIVE HOUSE演出。
- 07月~09月－展開樂團首次日本巡迴演唱會：7月18日/橫濱、7月23日/東京、7月28日/東京、7月30日/千葉、8月1日/鹿兒島、8月2日/熊本、8月4日/長崎、8月5日/福岡、8月7日/高知、8月8日/廣島、8月10日/岡山、8月11日/京都、8月12日/大阪、9月3日/神奈川。
- 10月21日－於名古屋ell.FITSALL舉行LIVE HOUSE演出。
- 7月22日－發行单曲。
- 10月24日－出演音樂祭《MINAMIWHEEL 2004》。
- 11月6日 － 於舉行

### 2005年
- 2月－出席东京电台J-WAVE举办的活动《SPUNKY JONES GARAGE》。
- 3月8日－發行第二张专辑。
- 3月~9月－ 展開日本巡迴演唱會：3月19日/神奈川、3月21日/埼玉、3月22日/千葉、3月24日/愛知、3月25日/兵庫、3月27日/岡山、3月28日/高知、3月30日/愛媛、3月31日/大分、4月2日/熊本、4月3日/鹿兒島、4月5日/福岡、4月6日/廣島、4月8日/大阪、4月9日/京都、5月3日/秋田、5月4日/青森、5月6日/宮城、5月7日/福島、5月14日/東京、7月30日-7月31日/北海道、8月2日/北海道、8月9日/新潟、8月10日/石川、8月17日/靜岡、9月3日/神奈川。
- 4月～2006年3月－主持名古屋电台ZIP-FM節目《HEAT PHONICS Feat.RADWIMPS》、横滨电台FM節目《RADWIMPSの金9!》。
- 5月25日－發行單曲。
- 11月23日－以单曲于东芝EMI唱片公司(EMI音樂 (日本)前身)主流正式出道。

### 2006年
- 1月18日－發行單曲。
- 2月15日－发行出道後首張专辑、即樂團第三张专辑，初登ORICON专辑榜第13位。
- 3月~4月 －展開日本巡迴演唱會：3月5日/札幌、3月7日/宮城、3月18日/神奈川、3月20日/大阪、3月21日/石川、3月23日/愛知、3月25日/鹿兒島、3月27日/福岡、3月28日/廣島、3月30日/高知、4月9日/東京。
- 5月17日－發行單曲。
- 7月26日－發行單曲。
- 9月2日~9月3日－ 於横浜BLITZ舉辦演唱會。
- 10月9日－作为唱片解说员主持网络电台節目《SCHOOL OF LOCK!的RAD LOCKS！》。
- 11月8日－發行單曲。
- 12月6日－發行专辑，获得初登ORICON专辑榜第5位。
- 12月24日－除了山口，其余成员出席了FMPORT（新泻县FM广播公司）節目《J's COUNTDOWN》。
- 12月－ 展開日本巡迴演唱會：12月25日/愛知縣、12月26日/大阪府、12月28日-12月29日/東京都。

### 2007年
- 2月7日－ 發行Music Video合輯DVD《RADWIMPS4.5》。
- 3月~4月－ 展開日本巡迴演唱會：3月5日/東京、3月7日-3月8日/大阪、3月10日/福岡、3月12日/廣島、3月20日/札幌、3月22日/仙台、3月24日/新潟、3月27-3月28日/東京、4月1日/高知、4月4日-4月5日/名古屋、4月7日-4月8日/神奈川。
- 3月27日－开始主持《SCHOOL OF LOCK!!》，於同年9月結束主持。
- 7月11日－發行2007年巡迴演唱會DVD。
- 8月30日 - 於橫濱體育館舉辦樂團首次競技場等級演唱會《セプテンバーまだじゃん》。

### 2008年
- 1月20日－从《ROCK'ON JAPAN》的2008年2月号开始连载《RADWIMPS野田洋次郎能交到100个朋友吗？》栏目。
- 1月23日－發行单曲，并初次夺得ORICON单曲榜的第一位。
- 5月31日－榮獲《MTV VIDEO MUSIC AWARDS JAPAN 2008》「BEST ROCK」。
- 7月－《RADWIMPS野田洋次郎能交到100个朋友吗？》栏目连载完毕。
- 7月31日 - 於沖繩Namura Hall舉辦《RADWIMPS LIVE 2008 Order Made LIVE》

### 2009年
- 1月7日－發行單曲和，並且宣布3月11日發行第五张专辑。
- 1月21日－宣布4月6日展開日本巡迴演唱會。
- 2月8日－成員山口智史宣布結婚。
- 3月11日－發行专辑，此張專輯获得ORICON单日榜的第2位。
- 3月11日－樂團ASIAN KUNG-FU GENERATION結束主持《SCHOOL OF LOCK!》，RADWIMPS接手主持節目，至5月結束主持。
- 4月~6月 - 展開日本巡迴演唱會：4月6日-4月7日/札幌、4月10日/青森、4月12日/秋田、4月15日-4月16日/宮城、4月18日/新潟、4月20日/富山、4月25日/千葉、4月30-5月1日/福岡、5月4日/大阪、5月6日/愛媛、5月8日/高知、5月13日-5月14日/東京、5月19日/鹿兒島、5月21日/熊本、5月23日/長崎、5月26日-5月27日/愛知、5月30日/京都、6月1日/鳥取、6月4日/岡山、6月6日/廣島、6月10日-6月11日/神奈川、6月14日/靜岡、6月17日-6月18日/大阪、6月24日/沖繩。
- 11月3日－榮獲全国FM放送协会（JFN）主办的《FM FESTIVAL LIFE MUSIC AWARD颁奖典禮》「LIFE MUSIC OF THE YEAR」。

### 2010年
- 2月－以一曲获得《SPACE SHOWER MUSIC VIDEO AWARDS 2010的BEST ROCK VIDEO》以及《BEST YOUR CHOICE》两项大奖的提名，頒獎典禮於3月22日举行。
- 2月27日－ 成員野田洋次郎印度之行「野田洋次郎 in India」專欄刊登於雜誌《PAPYRUS》。
- 3月15日－宣布出演5月30日於东京举行的《ROCKS TOKYO摇滚节》。
- 3月22日－以一曲获得《SPACE SHOWER MUSIC VIDEO AWARDS 2010的BEST ROCK VIDEO》「BEST YOUR CHOICE」，同时也是既去年SSTV举办的MVA以来，两年蝉联夺得由网友投票选出的BEST YOUR CHOICE。
- 4月3日－ 以榮獲MTV日本音樂錄影帶大獎的最佳摇滚奖项提名。但最终没有获奖。
- 5月30日 －出演《ROCKS TOKYO 摇滚节》。
- 6月1日－单曲及先行配信，定于6月30日开始发售。公布将参与8月22日举行的《Sky Jamboree 2010》的演出。
- 6月28日－以最后一批名单确定出演在茨城县举办的ROCK IN JAPAN FESTIVAL 2010。
- 6月30日－發行两张单曲及，首日分别获得ORICON每日榜3、2位。
- 8月06日 - 出演《ROCK IN JAPAN FESTIVAL 2010》。
- 8月22日 - 出演《Sky Jamboree 2010》。

### 2011年
- 1月3日－登上TOWER RECORDS「NO MUSIC, NO LIFE?」主題廣告海報。
- 1月3日~2月3日－主持廣播節目《TOKYO FM「SCHOOL OF LOCK!」- Mini RAD LOCKS!》。
- 1月12日－發行单曲〈DADA〉，首日卖出2.6万张，获得ORICON每日榜TOP1。
- 2月9日－發行单曲。
- 2月18日－宣布3月9日即将发行的专辑收录曲将作为NHK2011年足球节目主题曲，于2月23日起公开。另外，4首收录曲的45秒试听版也于同日起开始配信。
- 2月23日－ 發行單曲
- 3月9日－發行专辑，分初回及通常两个版本。实现2011年连续3个月发表作品。
- 3月12日－於Space Shower TV 播出特別節目「V.I.P.-RADWIMPS」。
- 3月14日－公開特設網站。
- 04月~08月-展開日本巡迴演唱會：4月12日/函館、4月14日/帶廣、4月16日-4月17日/札幌、4月23日/福岡、4月29日-4月30日/埼玉、5月4日/靜岡、5月7日-5月8日/愛知、5月12日/岐阜、5月14日/滋賀、5月16日/福井、5月19日/愛媛、5月21日/岡山、5月23日/高知、5月28日-5月29日/兵庫、6月3日/宮崎、6月5日/大分、6月7日/佐賀、6月9日/山口、6月14-6月15日/橫濱、6月19日/廣島、6月23日/長野、6月25日/新潟、6月29日-6月30日/東京、7月5日-7月6日/大阪、7月19日/沖繩、7月26日/岩手、7月28日/山形、7月30日/福島、8月2日-8月3日/宮城。

### 2012年
- 1月－於巡迴演唱會DVD/藍光發行前，先行於東京、大阪、名古屋三城市的電影院舉辦為期三天的演唱會影像公映。
- 1月11日－發行2013年巡迴演唱會DVD/藍光。
- 3月11日－發行日本東日本大震災悼念曲。
- 8月1日－發行單曲。
- 11月8日 － 成員野田洋次郎宣布將以「illion」名義發行個人專輯與展開活動。

### 2013年
- 1月1日－宣布將於3月發行新單曲，並且於9月舉辦首次大型戶外演唱會。
- 3月－成員野田洋次郎以illion名義展開個人海外巡迴演出《illion The first time live》：3月17日/英國倫敦、3月19日/德國漢堡。
- 3月11日 － 發行東日本大震災悼念曲。
- 3月27日－發行單曲。
- 4月17日~18日－於橫濱體育館舉辦演唱會
- 9月6日－於橫濱BLITZ舉辦LIVE HOUSE演出。
- 9月15日－於宮城縣國營みちのく杜湖畔公園舉辦首次大型戶外演唱會。
- 9月24日－成員野田洋次郎以illion名義發行專輯《UBU》。
- 10月16日－發行單曲。
- 12月11日－發行專輯。

### 2014年
- 2月5日-7月20日－展開巡迴演唱會《RADWIMPS LIVE&DOCUMENT 2014 ×と○と君と》：2月5日/群馬、2月7日/栃木、2月9日/山梨、2月11日/長野、2月15-2月16日/愛知、2月20日/鹿兒島、2月22日/熊本、2月24日/長崎、2月26日/德島、3月8日-3月9日/神奈川、3月13日/奈良、3月15日/石川、3月20日-3月21日/大阪、3月26日/茨城、3月29日-3月30日/宮城、4月2日/宮城、4月5日/北海道、4月9日/鳥取、4月12日-4月13日/福岡、4月19日-4月20日/廣島、4月26日-4月27日/埼玉、5月6日/新瀉、5月10日-5月11日/靜岡、5月24日/韓國、5月31日/台灣、6月2日/香港、6月7日/新加坡、6月14日/和歌山、6月28日-6月29日/兵庫、7月8日-7月9日/東京、7月19日-7月20日/沖繩。
- 3月2日－日本電視台《NHK BS Premium》播放2013年演唱會現場片段。
- 3月11日－發行東日本大震災悼念曲。
- 5月7日－以企劃樂團「味噌汁's」身分發行單曲〈OKAN GOMEN〉。
- 5月7日－以企劃樂團「味噌汁's」身分於Zepp Tokyo舉辦大型出道紀念活動，Zepp Namba同步轉播。
- 5月8日－以企劃樂團「味噌汁's」身分發行專輯《ME SO SHE LOOSE》。
- 9月13日－以企劃樂團「味噌汁's」身分出演氣志團活動《氣志團万博2014 〜房総大パニック!超激突!!〜》。
- 12月3日－發行2014年巡迴演唱會DVD/藍光《RADWIMPS LIVE&DOCUMENT 2014 ×と○と君と》。
- 12月24日－成員野田洋次郎參與大竹忍专辑，重新詮釋並合作演唱。

### 2015年
- 3月11日－發行日本東日本大震災悼念曲。
- 5月6日 - 成員野田洋次郎主演電影《廁所裡的聖殤》上映。
- 5月16日－成員野田洋次郎撰寫的散文集出版發行。
- 6月10日－發行单曲，此曲為成員野田洋次郎主演電影《廁所裡的聖殤》主題曲。
- 7月1日－以企劃樂團身分「味噌汁's」身分發行DVD&CD《MISO TV & SONGS》。
- 9月16日－發行2013大型戶外演唱會DVD/藍光。
- 9月23日－成員山口智史因局部肌張力不全症恶化进入无限期休養。
- 9月30日－成員野田洋次郎為東京地下鐵拍攝廣告，新單曲〈"I" Novel〉被選為東京地下鐵廣告主題歌曲。
- 10月9日－森瑞希與刃田綴色作為支援鼓手正式加入RADWIMPS。
- 10月9日-23日－展開海外巡迴演唱會：10月9日/韓國首爾、10月13日/法國巴黎、10月15日/德國科隆、10月17日/德國柏林、10月19日/英國倫敦、10月23日/台灣台北 。
- 11月－展開日本巡迴演唱會《10th ANNIVERSARY LIVE TOUR RADWIMPSの胎盤》，此次巡迴演唱會主打與眾多藝術家合作演出：11月4日/東京（米津玄師）、11月5日/東京（蘑菇帝國）、11月9日/大阪（plenty）、11月10日/大阪（LOVE PSYCHEDELICO）、11月12日/札幌（ゲスの極み乙女）、11月16日/名古屋（永積崇）、11月18日/福岡（CreepHyp）、11月23日/神奈川（SPITZ）、11月24日/神奈川（生物股長）、11月25日/神奈川（ONE OK ROCK）、11月28日/東京（Mr.Children）。
- 11月25日－發行单曲。
- 12月23日－舉辦演唱會。

### 2016年
- 1月21日 - 成員野田洋次郎以電影《廁所裡的聖殤》荣获第39届日本电影学院奖新人奖。
- 3月11日 - 發行東日本大震災追悼曲。
- 3月11日 - 紀錄片電影《RADWIMPSのHESONOO Documentary Film》正式上映，該電影於3月11日到3月24日於日本全國32間電影院限時上映，部分電影院延長上映時間，而4月起多間電影院追加上映。
- 7月 -成員野田洋次郎以illion名義展開日本巡迴演出《illion Japan Tour 2016》：7月25日/東京、7月27日/大阪 。
- 7月9日 - 出席SPITZ。
- 8月24日 -發行《你的名字。》電影原聲帶。
- 8月26日 - 出演朝日电视台，這是樂團首次於電視台節目中表演。
- 10月12日 - 成員野田洋次郎以illion名義發行專輯《P.Y.L》。
- 11月23日 - 發行專輯。
- 11月24日 - 确认将出席第67回NHK紅白歌合戰，为乐队历史上首次登上红白歌合战的舞台[1]。
- 12月31日 - 出席第67回NHK紅白歌合戰。

### 2017年
- 1月18日 - 發行紀錄片電影DVD/藍光《RADWIMPSのHESONOO Documentary Film》。
- 1月25日 - 發布MV。
- 2月~5月 - 展開日本巡迴演唱會《HUMAN BLOOM TOUR 2017》：2月25日-2月26日/福岡、3月2日/愛媛、3月7日-3月8日/神奈川、3月11日-3月12日/大阪、3月18日/北海道、3月25日-3月26日/宮城、4月1日-4月2日/愛知、4月8日-4月9日/廣島、4月15日/福井、4月22日-4月23日/兵庫、4月29日/埼玉、5月9日-5月10日/東京。
- 2月22日 - 發行電影《你的名字。》電影原聲帶 English edition，野田洋次郎為該原聲帶創作全新英文歌詞並演唱收錄於該專輯。
- 3月3日 - 以電影《你的名字。》電影原聲帶獲得第40屆日本奧斯卡最佳音樂賞。
- 3月17日 - 成員野田洋次郎擔任紀錄片《與自閉症的你的每一天》旁白。
- 4月7日 -  成員野田洋次郎主演的日本電視劇《她們的百萬元》首播。
- 4月19日 - 作為嘉賓樂團參與樂團 Coldplay 《A HEAD FULL OF DREAM TOUR》巡迴演唱會日本東京場。
- 4月23日 - 發行單曲，此為日本電視劇《科學怪人之戀》主題曲。
- 5月10日 - 發行EP。
- 6月~8月 - 展開亞洲巡迴演唱會《HUMAN BLOOM TOUR 2017》：6月4日/新加坡、6月9日-6月10日/韓國、6月13日/香港、6月15日/泰國、6月17日-18日/台灣[2][3]。
- 7月14日 - 成員野田洋次郎與爵士樂團SOIL＆"PIMP"SESSIONS合作以個人名義發行單曲〈（Yumemakase）〉，此為日本電視劇《偵探物語》主題曲。
- 7月16日 - 成員野田洋次郎以illion名義發行《P.Y.L》改版專輯《P.Y.L Deluxe Edition》。
- 7月28日 - 參加日本《FUJI ROCK FESTIVAL 2017》。
- 7月31日 - 參加韓國音樂節《Valley Rock Festival》。
- 8月20日 - 參加日本《WILD BUNCH Festival》。
- 9月15日 - 成員野田洋次郎特別出演日本電視劇《偵探物語》最終回。
- 9月16日 - 參加中國《混凝草音樂節》。
- 9月16/23日 - 負責日本NHK E電視台節目節目音樂。
- 10月18日 - 發行2017年巡迴演唱會DVD/藍光《HUMAN BLOOM TOUR 2017》。
- 10月20日 - 參加《AMAZON FASHION 10.20 SACAI/UNDERCOVER PARTY》。
- 11月11日 - 成員武田祐介出席《THE BASS DAY LIVE 2017》。
- 11月23日 - 參加《SAITAMA ROCK FESTIVAL音樂節》。
- 12月4日~12月5日 - 出演電影《你的名字》管弦音樂會。

### 2018年
- 2月21日- 發行單曲〈Mountain Top/Shape of Miracle〉，專輯分為CD版本與限定生產黑膠唱片版本。
- 2月24日- 中日共同製作電影《妖貓傳》上映，《Mountain Top》為電影主題曲。
- 3月11日- 發行東日本大震災追悼曲。
- 3月16日- 成員野田洋次郎參演日本電影《愛哭鬼的棋跡》。
- 4月11日- 獲得第二屆 Nextone Award 金獎。
- 4月18日- 發行動畫電影《你的名字》管弦音樂會 DVD/藍光。
- 6月- 展開日本巡迴演唱會《Road to Catharsis Tour 2018》：6月1日/三重、6月6-7日/名古屋、6月12-13日/福岡、6月16-17日/埼玉、6月19-20/神奈川、6月26-27日/神戶。
- 6月6日 - 發行單曲〈（Catharsist）〉。
- 7月-8月 - 展開亞洲巡迴演唱會《Road to Catharsis Tour 2018》，7月11日/上海、7月14日/北京、7月21日/成都、8月5日/首爾、8月11日/台灣[4]、8月13日/新加坡、8月15日／香港、8月18日／曼谷。
- 9月23日- 發行2018年演唱會巡迴DVD/藍光《Road to Catharsis Tour 2018》。
- 10月8日- 參加日本電視台NHK年度節目《18祭》，與1000名18歲的青少年同台演出，此次18祭名稱為《RADWIMPS 18祭》。
- 11月28日- 發行單曲〈IKIJIBIK（feat.ONE OK ROCK Taka）〉。
- 12月2日- 參加廣播節目《M ARENA》。
- 12月3-6日- 參加廣播節目《SONAR MUSIC》。
- 12月8日- 參加廣播節目《J-POP TALKIN》。
- 12月12日- 發行專輯《ANTI ANTI GENERATION》。

### 2019年
- 3月7日- 以單曲榮獲SPACE SHOWER MUSIC AEARD 2019年度最佳優秀MV獎。
- 3月11日- 發行東日本大鎮災悼念曲。
- 3月27日- 發行黑膠唱片專輯《ANTI ANTI GENERATION》，該專輯首次於2018年12月12日發行。
- 4月26-28日- 參加中國《草莓音樂節》。
- 6月-8月 - 展開日本巡迴演唱會《RADWIMPS ANTI ANTI GENERATION TOUR 2019》：6月8-9日/長野、6月14日/德島、6月22-23日/千葉、6月29-30日/沖繩、7月5日/和歌山、7月9-10日/大阪、7月20日/北海道、7月27-28日/宮城、8月2-3日/岡山、8月13-14日/福岡。
- 7月19日 - RADWIMPS負責配樂的動畫電影《天氣之子》上映，是樂團第二度與新海誠合作。該碟成為2019年銷量最好的動漫音樂專輯，獲第34屆日本金唱片大獎年度動漫專輯獎、第43屆日本電影學院獎最佳配樂獎。
- 8月16-17日- 參加《SUMMER SONIC》東京場&大阪場。
- 9月8日 - 成員野田洋次郎參加《Radio HERMÈS》，並且現場演唱9首歌曲。
- 9月14日 - 公開〈祝祭 feat.三浦透子〉 MV。
- 10月13日 - 出席動畫電影《天氣之子》見面會。
- 11月1日 - 正式成立官方粉絲俱樂部。
- 11月5日 - 參加日本電視台NHK特別節目《天氣之子特別專題》，並且現場演唱4首歌曲。
- 11月11日 - 成員武田祐介出席《THE BASS LIVE 2019》。
- 11月19日 - 成員野田洋次郎出席動畫電影《天氣之子》見面會，並現場演唱主題曲〈（Is There Still Anything That Love Can Do?）〉。
- 11月27日 - 發行專輯電影《天氣之子》原聲帶。
- 12月11日 - 發行黑膠唱片專輯電影《天氣之子》原聲帶，該專輯首次發行為2019年11月27日。
- 12月31日 - 出席《第70回NHK紅白歌合戰》。

### 2020年
- 2月13日- 獲得《每日電影獎》之音樂賞。
- 2月18日- 原支援鼓手之一的刃田綴色因其原團東京事變復出重啟活動，故回歸原團，繪野匡史作為新支援鼓手正式加入RADWIMPS。
- 3月6日- 以電影《天氣之子》榮獲第43屆日本奧斯卡最佳優秀音樂獎。
- 3月11日- 發行東日本大震災追悼曲〈（世界的盡頭）〉。
- 3月14日- 獲得《SPACE SHOWER MUSIC AEARD 2020》「BEST SOUNDTRACK」。
- 3月18日- 發行2019年巡迴演唱會DVD/藍光《RADWIMPS ANTI ANTI GENERATION TOUR 2019》 。
- 3月20日- 原定於3月20日展開世界巡迴演唱會，由於大流行，延期至2021年春季。
- 3月20日- 發行單曲〈Light The Light〉。
- 3月20日-  成員野田洋次郎參演的日本晨間劇《歡呼》首播。
- 3月24日- 參加日本電視台NHK特別直播節目《みんなの卒業式》並且與畢業生們線上合唱。
- 4月6日- 發行新單曲，此曲為日本飲料品牌「KIRIN 午後紅茶」廣告主題曲。
- 4月7日- 成員野田洋次郎參加廣播節目《TOKYO SPEAKEASY》。
- 5月8日- 出演日本朝日電視台音樂節目《MUSIC STATION》，並於節目中表演新曲《新世界》。
- 5月9日- 發行單曲。
- 5月15日- 公開單曲MV。
- 5月15日- 自正式出道以來的所有專輯及單曲陸續於各大串流平台數位發行。
- 6月3日- 發行單曲並公開MV。
- 6月13日- 成員野田洋次郎參加廣播節目《TOKYO SPEAKEASY》。
- 7月24日- 發行單曲〈Blame Summer〉並公開MV。
- 8月5日- 成員野田洋次郎參加廣播節目《monthly artist file-the voice》。
- 8月22日- 參加《FUJI ROCK 2020》。
- 8月26日- 參加日本富士電視台《FNS歌謠祭-夏》。
- 9月2日- 發行EP。
- 9月4日- 參加日本朝日電視台音樂節目《MUSIC STATION》。
- 10月30日- 成員野田洋次郎出席《CARTIER ONLINE LIVE》，並且現場演唱7首歌曲。
- 11月22-23日- 舉辦正式主流出道15周年演唱會《15th anniversary special concert》，此次演唱會除現場外，亦有線上直播。

### 2021年
- 2月1日 - 環球音樂進行組織變革，RADWIMPS所屬唱片廠牌EMI音樂Don Manacca更名為Muzinto Records。
- 2月15日 - 由RADWIMPS所屬環球唱片專屬廠牌社長渡邊雅敏所撰寫之首本樂團傳記小說《那個時候的RADWIMPS「人生 相遇」篇》出版發行，該作品繁體中文版本於2023年7月20日出版發行。
- 3月3日 - 支援鼓手森瑞希宣布結婚。
- 3月6日 - 發行單曲，此為日本電視劇主題曲並收錄於3月11日發行的新專輯中。
- 3月11日 - 發行專輯《2+0+2+1+3+1+1= 10 years 10 songs》。
- 3月14日 - 樂團首本專屬雜誌《BOKU-ZINE Vol.1》出版發行。
- 4月5日 - 發行單曲〈鋼の羽根〉並於4月13日發布MV，此曲為日本營養食品CalorieMate廣告曲。
- 6月21日 - 開發上架虛擬體驗音樂行動應用程式《SHIN SEKAI》。
- 7月16日~7月18日 - 舉辦虛擬體驗音樂行動應用程式線上演出《SHIN SEKAI "nowhere"》
- 7月23日 - 發行單曲〈TWILIGHT〉，此為漫畫《ONE PIECE~航海王》漫畫100卷、動畫1000話紀念影像作品《WE ARE ONE》主題曲。
- 8月6日 - 成員野田洋次郎參與演出的電影《電影之神》上映，主題曲為RADWIMPS與菅田將暉合作的〈（泡沫之歌）〉。
- 8月18日 - 發行單曲〈SUMMER DAZE 2021〉。
- 8月20日 - 參加富士搖滾音樂祭'21。
- 9月 - 被《週刊文春》揭發與一名女模特外遇的成員桑原彰宣布暫停活動反省，其空缺由音樂企劃miida吉他手沙田瑞紀與日本樂團Suchmos吉他手TAIKING支援。
- 11月23日 - 發行專輯《FOREVER DAZE》。
- 11月28日 - 日本朝日電視台音樂綜藝節目播出RADWIMPS特輯。
- 12月 - 展開日本巡迴演唱會《FOREVER IN THE DAZE TOUR 2021-2022》：12月21-22日/福岡縣。

### 2022年
- 1月 - 展開日本巡迴演唱會《FOREVER IN THE DAZE TOUR 2021-2022》：1月8-9日/千葉、1月18-19日/兵庫、1月25-26日/愛知、1月29-30日/宮城。
- 3月4日 - 發行為電影《餘命十年》創作的原聲帶，收錄29首配樂及主題曲，並於3月12日發布主題曲MV。
- 3月18日 - 成員野田洋次郎出席電影《餘命十年》舞台見面會，並現場演唱主題曲。
- 3月22日 - 宣布原先預計於2020年舉辦的世界巡迴演唱會《KONNICHIWA NIPPON TOUR 2020》確定取消不補辦，並開放退款。
- 3月24日 - 樂團第二本專屬雜誌《BOKU-ZINE Vol.2》出版發行。
- 7月15日 - 發行單曲並於8月19日發布MV，此曲為日本電視劇《石子與羽男：這種事能告嗎？》主題曲。
- 10月5日 - 成員桑原彰深刻反省後正式歸隊。
- 10月14日 - 以MV榮獲2022 MTV日本音樂MV大獎之最優秀攝影獎。
- 11月11日 - 新海誠與RADWIMPS第三度合作的動畫電影《鈴芽之旅》上映，並且同時發售電影原聲帶，此原聲帶獲第46屆日本電影學院獎最佳配樂獎。
- 11月11日 - 參加日本朝日電視台音樂節目《MUSIC STATION》。
- 11月18日 -  由RADWIMPS所屬環球唱片專屬廠牌社長渡邊雅敏所撰寫之第二本樂團傳記小說《那個時候的RADWIMPS「人間 開花」篇》出版發行。
- 11月23日 - 成員野田洋次郎出席動畫電影《鈴芽之旅》座談會。
- 11月28日 - 參加日本TBS電視台音樂情報節目，並於現場表演6首歌曲。
- 12月5日 - 成員野田洋次郎參加日本朝日電視台音樂綜藝節目《關JAM 完全燃SHOW》新海誠電影作品特輯。
- 12月17日 - 舉辦RADWIMPS 初次 TikTok LIVE。
- 12月27日 - 舉辦FAN CLUB會員限定活動。

### 2023年
- 2月1日 - 宣布4月份於北美聖荷西、洛杉磯、墨西哥、芝加哥、多倫多、紐約舉辦北美巡迴演唱會《RADWIMPS North American Tour 2023》
- 3月8日 - 發行黑膠唱片專輯電影《鈴芽之旅》原聲帶，該專輯首次於2022年11月11日發行。
- 3月9日 - 宣布5月份於倫敦、巴塞隆納、巴黎、柏林舉辦歐洲巡迴演唱會《RADWIMPS European Tour 2023》。
- 3月10日 - 電影《鈴芽之旅》原聲帶榮獲第46屆日本電影學院獎最佳音樂獎。
- 3月13日 - 宣布6-7月舉辦日本國內巡迴演唱會《BACK TO THE LIVE HOUSE TOUR 2023》，主打LIVE HOUSE演出 ，是RADWIMPS睽違八年於LIVE HOUSE進行巡迴演出。
- 4月 - 展開《RADWIMPS North American Tour 2023》：4月16日/聖荷西、4月18日/洛杉磯、4月22日/墨西哥、4月26日/多倫多、4月29日/紐約。
- 4月7日 - 宣布7月於首爾、台北、吉隆坡、曼谷、印尼舉辦亞洲巡迴演唱會《RADWIMPS Asian Tour 2023》。
- 4月14日 - 發行黑膠唱片專輯 電影《你的名字》原聲帶、電影《天氣之子》原聲帶、《FOREVER DAZE》，專輯首次分別於於2016年8月14日、2019年7月19日、2021年11月23日發行。
- 4月18日 - 發行單曲〈KANASHIBARI feat.ao〉並發布MV，此曲為日本電視劇《unknown》主題曲。
- 4月19日 - 發行2021-2022年巡迴演唱會DVD/藍光《FOREVER DAZE 2021-2022》。
- 5月 -  展開《RADWIMPS European Tour 2023》：5月21日/倫敦、5月24日/巴塞隆納、5月28日/巴黎、5月30日/柏林。
- 5月14日 - 出席J.League（日本職業足球聯賽）三十週年特別賽的開幕式，於現場初次表演應援曲。
- 6月 -  展開《BACK TO THE LIVE HOUSE TOUR 2023》：6月13-14日/愛知、6月21-22日/神奈川、6月26-27日/大阪、7月4-5日/東京、7月11-12日/福岡。
- 7月3日 - 公開日本職業足球聯賽應援完整曲，並且於7月7日發布MV。
- 7月- 展開《RADWIMPS Asian Tour 2023》：7月21日/首爾、7月23日/台北、7月25日/吉隆坡、7月27日/曼谷、7月30日/印尼。
- 7月20日- 由RADWIMPS所屬環球唱片專屬廠牌社長渡邊雅敏所撰寫之首本樂團傳記小說《那個時候的RADWIMPS「人生 相遇」篇》「繁體中文版本」出版發行。
- 7月28日 - 宣布10月份將於雪梨、墨爾本舉辦澳洲巡迴演唱會《RADWIMPS Australian Tour 2023》。
- 8月11日 - 參加2023年《ROCK IN JAPAN FESTIVAL》。
- 8月23日 - 宣布10月份將於重慶追加舉辦亞洲巡迴演唱會《RADWIMPS Asian Tour 2023》。
- 9月20日 - 成員野田洋次郎以個人名義宣布為SEGA「人中之龍工作室」於2023年11月9日發售的動作冒險遊戲《人中之龍7外傳 英雄無名》創作並演唱主題曲〈片刻〉，此曲為成員野田洋次郎與美國饒舌歌手J.I.D協力創作並共同演唱。
- 9月23日 - 宣布亞洲巡迴演唱會《RADWIMPS Asian Tour 2023》重慶場因不可抗力因素而取消。
- 9月26日 - 宣布10月份將於上海追加舉辦亞洲巡迴演唱會《RADWIMPS Asian Tour 2023》。
- 10月 - 展開《RADWIMPS Australian Tour 2023》、《RADWIMPS Asian Tour 2023》：10月9日/雪梨、10月12-13日/墨爾本、10月24日/上海。
- 10月4日- 參加日本廣播電台ZIP-FM成立30周年紀念特別節目《MUSIC FOR THE FUTURE》。
- 10月18日- 成員野田洋次郎以個人名義宣布負責製作小松菜奈、松田龍平主演的電影音樂，該電影預計於2024年上映。
- 10月31日 - 成員野田洋次郎宣布將出演NHK電視劇《編舟記》，該劇將於2024年2月18日首播。
- 11月10日 - 成員武田祐介出席《THE BASS LIVE 2023》。
- 12月12日 - 舉辦FAN CLUB會員限定活動。
- 12月12日 - 樂團第三本專屬雜誌《BOKU-ZINE vol.3》出版發行。
- 12月15日 - 宣布收錄在專輯《Anti Anti Generation》中的〈（18Fes ver.)〉經由重新編曲於正式錄音室錄製後，於2024年1月24日發行數位單曲、2024年2月28日發行實體單曲CD（生產限定盤）。

### 2024年
- 1月9日 - 宣布2024年世界巡迴演唱會《The way you yawn, and the outcry of Peace》3月份於拉丁美洲四城市正式展開。
- 1月24日 - 發行數位單曲。
- 1月26日 - 宣布2024年世界巡迴演唱會《The way you yawn, and the outcry of Peace》(亞洲)場次：東京、橫濱、馬尼拉、香港、新加坡、台北、曼谷、首爾。
- 2月6日 - 成員野田洋次郎以個人名義宣布負責製作長澤雅美、坂口健太郎主演 Netflix電影《那夜我們行向彼方》音樂，該電影於2024年2月29日於 Netflix 全球同步上映。
- 2月18日 - 成員野田洋次郎主演的NHK電視劇《編舟記》首播，劇中飾演出版社「玄武書房」辭典編輯部主任馬諦光也。
- 2月20日 - 宣布追加2024年宣布2024年世界巡迴演唱會《The way you yawn, and the outcry of Peace》（亞洲）場次：雅加達、首爾（加場）。
- 2月28日 - 發行實體單曲CD（生產限定盤）。
- 2月29日 - 成員野田洋次郎以個人名義製作並發行Netflix 電影《那夜，我們行向彼方》數位原聲帶，收錄1首主題曲及34首配樂，共35首樂曲，實體CD於2024年3月13日發行，並且於3月8日發布主題曲MV。
- 3月- 展開 2024 世界巡迴演唱會《The way you yawn, and the outcry of Peace》(拉丁美洲)：3月15日/墨西哥城、3月17日/蒙特雷、3月21日/聖保羅、3月24日/聖地牙哥。（拉丁美洲巡演嘉賓為十明）
- 3月7日 - 宣布2024 世界巡迴演唱會《The way you yawn, and the outcry of Peace》拉丁美洲場次特別來賓為十明。
- 3月8日 - 成員野田洋次郎作為頒獎人出席第47屆日本電影學院賞。
- 3月12日 - 宣布追加2024世界巡迴演唱會《The way you yawn, and the outcry of Peace》(亞洲)場次：成都、廣州。
- 3月29日- 成員野田洋次郎以個人名義發行數位單曲〈EVERGREEN feat.kZm〉，並且於2024年4月9日發布MV，實體黑膠唱片於2024年5月10日發行。
- 4-5月 - 展開 2024 世界巡迴演唱會《The way you yawn, and the outcry of Peace(亞洲)：4月6-7日/東京、4月13-14日/橫濱、4月19日/成都、4月24日/廣州、5月1日/馬尼拉、5月7日/香港、5月11日/新加坡、5月15日/台北、5月19日/雅加達、5月23日/曼谷、5月25日-5月26日/首爾。
- 4月3日 - 發行2023年巡迴演唱會DVD、藍光與數位音源 《BACK TO THE LIVE HOUSE TOUR 2023》。
- 4月14日 - 宣布追加2024世界巡迴演唱會《The way you yawn, and the outcry of Peace》(亞洲)場次：金澤。
- 4月15日 - 宣布成員野田洋次郎將於2024年秋天以個人名義發行第一張個人專輯《WONDER BOY'S AKUMU CLUB》。
- 4月18日 - 宣布2024 世界巡迴演唱會《The way you yawn, and the outcry of Peace》亞洲場次特別來賓為十明。
- 5月10日 - 成員野田洋次郎發行實體黑膠唱片〈EVERGREEN feat.kZm〉，並同步發佈數位單曲〈EVERGREEN feat.kZm〉 Remix ver.。
- 6月 - 展開 2024 世界巡迴演唱會《The way you yawn, and the outcry of Peace》(亞洲)：6月15日/金澤。
- 6月19日 - 成員野田洋次郎發布以個人名義為電影製作配樂的主題曲《Who Were We？》MV。
- 6月28日 - 宣布成員野田洋次郎第一張個人專輯《WONDER BOY'S AKUMU CLUB》將於2024年9月25日發行。
- 6月30日 - 成員武田祐介出席《YOKOHAMA MUSIC STYLE Vol.4 -Guitar Trade Show-》 ，並與XIIX須藤優共同演出。
- 7月12日 - 成員野田洋次郎發布第一張個人專輯《WONDER BOY'S AKUMU CLUB》先行曲〈LAST LOVE LETTER〉音源並公開MV。
- 9月12日 - 成員野田洋次郎參加日本廣播節目《All Night Nippon》。
- 9月13日 - 成員野田洋次郎發布第一張個人專輯《WONDER BOY'S AKUMU CLUB》先行曲〈PAIN KILLER〉音源並公開MV。
- 9月25日 - 成員野田洋次郎發行第一張個人專輯《WONDER BOY'S AKUMU CLUB》，並於9月27日舉辦個人演唱會。
- 10月04日 - 成員野田洋次郎發行第一本個人寫真集《White Day Dream》。
- 10月07日 - 成員野田洋次郎公開第一張個人專輯《WONDER BOY'S AKUMU CLUB》收錄曲〈STRESS ME〉MV。
- 10月13日 - 成員野田洋次郎出席個人寫真集《White Day Dream》發售紀念 Talk Event。
- 10月17日 - 成員桑原彰退出RADWIMPS[5]。
- 12月20日 - 舉辦FAN CLUB會員限定活動。
- 12月21日 - 成員山口智史宣布正與YAMAHA合作研發出以聲音觸發低音鼓的裝置「VXD」，並在「VXD」發表展示會上演奏了與兩首歌曲。

### 2025年
- 2月6日 - 宣布為紀念主流出道20週年正式啟動20週年企劃，並公開特別設置的20週年紀念網站 （页面存档备份，存于）。此外，作為企劃的一部分，預計將過去發行的五張專輯製作為黑膠唱片於今年重新發行。
- 2月10日 - 宣布將發行單曲〈賜物〉，該曲為2025年NHK晨間劇《紅豆麵包》前期主題曲。
- 2月11日 - 作為20週年紀念企劃的一部分，宣布先前發行的11張專輯於Apple Music升級為Dolby Atmos空間音訊格式。
- 2月12日 - 參與Apple Music廣播節目《J-Pop Now Radio》。
- 2月13日 - 成員野田洋次郎宣布以客座歌手身份參與 Peterparker69 的單曲〈Hey phone〉。
- 2月19日 - 成員野田洋次郎以客座歌手身份參與的單曲〈Hey phone〉發行音源，並於同日發布MV。
- 2月21日 - 宣布參加《富士搖滾音樂祭'25》。
- 3月25日 - 宣布負責日本電視台《news zero》2025年主題曲，該曲於3月31日於節目中公開片尾1分鐘版本。
- 4月4日 - 宣布4月18日發行單曲，同日，NHK釋出晨間劇《紅豆麵包 (日本電視劇)》主題曲片頭影像。
- 4月18日 - 發行單曲。
- 4月18日 - 宣布參加《WILD BUNCH FEST 2025》。
- 4月30日 - 發布MV。
- 5月6日 - 作為20週年紀念企劃的一部分，宣布從5月10日至7月5日每周六台灣時間晚上7時於Youtube與Tiktok頻道直播歷年演唱會DVD影像「RADWIMPS 20th Anniversary Special Premiere」。
- 5月7日 - 發行黑膠唱片專輯，該專輯首次於2013年12月11日發行。
- 5月10日 -「RADWIMPS 20th Anniversary Special Premiere」Vol.1：《Human Bloom Tour 2017》演唱會影像直播。
- 5月14日 - 宣布參加《ROCK IN JAPAN FESTIVAL 2025》。
- 5月17日 -「RADWIMPS 20th Anniversary Special Premiere」Vol.2：《BACK TO THE LIVE HOUSE TOUR 2023》演唱會影像直播。
- 5月22日 - 宣布參加韓國音樂祭《LET'S ROCK FESTIVAL 2025》。
- 5月22日 - 成員野田洋次郎宣布負責Netflix影集《玻璃之心》主題曲歌詞創作，並為劇中樂團TENBLANK創作部分歌曲。
- 5月24日 -「RADWIMPS 20th Anniversary Special Premiere」Vol.3：《Live & Document 2014 》演唱會影像直播。
- 5月31日 -「RADWIMPS 20th Anniversary Special Premiere」Vol.4：《FOREVER IN THE DAZE TOUR 2021-2022》演唱會影像直播。
- 6月4日 - 發行黑膠唱片專輯，該專輯首次於2011年3月9日發行。
- 6月8日 - 「RADWIMPS 20th Anniversary Special Premiere」Vol.5：《 2007》演唱會影像直播。
- 6月13日 - 成員山口智史宣布舉辦個人首次日本巡演《The Past Can Be Changed》，巡演場次為橫濱市、濱松市、名古屋及大阪。演出內容將運用其與yamaha共同合作研發以「人聲觸發低音鼓」的鼓組VXD進行鼓樂演奏與個人談話形式舉辦。
- 6月15日 - 「RADWIMPS 20th Anniversary Special Premiere」Vol.6：《Road to Catharsis Tour 2018》演唱會影像直播。
- 6月20日 - 成員野田洋次郎宣布參演WOWOW系列企劃電視劇，該劇將於2025年9月14日首播。
- 6月22日 - 「RADWIMPS 20th Anniversary Special Premiere」Vol.7：《 2012》演唱會影像直播。
- 6月27日 - 正式宣布白川詢作為支援吉他手加入RADWIMPS。
- 6月28日 - 「RADWIMPS 20th Anniversary Special Premiere」Vol.8：《ANTI ANTI GENERATION TOUR 2019》演唱會影像直播。
- 6月29日 -  RADWIMPS 20th Anniversary「Special Live Sessions -賜物-」，表演新曲〈賜物〉及〈命題〉，並宣布新專輯、新單曲、20周年巡演時間。
- 6月29日 - 宣布單曲《命題》將於7月23日發行，新專輯於10月8日發行。
- 6月29日 - 宣布10月至12月於日本9個城市舉辦2025年巡迴演唱會《RADWIMPS 20th ANNIVERSARY LIVE TOUR》：廣島市、宮城縣、長野縣、福岡縣、神奈川縣、大阪府、愛知縣、香川縣、東京都。
- 7月5日 -「RADWIMPS 20th Anniversary Special Premiere」Vol.9：《野外LIVE 2013 》演唱會影像直播。
- 7月9日 - 發行黑膠唱片專輯，該專輯首次於2009年3月11日發行。
- 7月11日 - 成員山口智史宣布個人首次日本巡演《The Past Can Be Changed》加場：9/22 新横浜 NEW SIDE BEACH。
- 7月27日 - 出演《富士搖滾音樂祭'25》。
- 8月-9月 - 成員山口智史展開個人首次日本巡演《The Past Can Be Changed》：8月20日/Yokohama B.B.street、8月27日/Live House 浜松窓枠、8月29日/名古屋 ell.FITS ALL、9月2日/大阪アメリカ村 DROP、9月6日/新横浜NEW SIDE BEACH、9月22日/新横浜 NEW SIDE BEACH。
- 8月6日 - 發行黑膠唱片專輯，該專輯首次於2006年12月6日發行。
- 8月23日 - 出演《WILD BUNCH FEST 2025》。
- 9月3日 - 發行黑膠唱片專輯，該專輯首次於2006年2月15日發行。
- 9月7日 - 出演韓國音樂祭《LET'S ROCK FESTIVAL 2025》。
- 9月14日 - 成員野田洋次郎參演的WOWOW首播，劇中飾演殺人逃亡犯阿久津弦。
- 9月21日 - 出演《ROCK IN JAPAN FESTIVAL 2025》。
- 10月-12月 - 展開《RADWIMPS 20th ANNIVERSARY LIVE TOUR》：10月18日-10月19日/、10月23日-10月24日/、11月1日-11月2日/、11月6日/、11月22日-11月24日/、12月2日-12月3日/、12月14日/ 第1展示館、12月20日-12月21日/、12月26日-12月27日/。

## 作品

### 數位單曲
|      | 發行日期       | 歌名                        | 收錄專輯           |
| ---- | -------------- | --------------------------- | ------------------ |
| 1st  | 2019年2月1日   | PAPARAZZI (English Version) | 未收錄             |
| 2nd  | 2020年3月20日  | Light The Light             | 夏のせい ep        |
| 3rd  | 2020年4月6日   | 猫じゃらし                  | FOREVER DAZE       |
| 4th  | 2020年5月9日   | 新世界                      | 夏のせい ep        |
| 5th  | 2020年6月3日   | ココロノナカ                | 夏のせい ep        |
| 6th  | 2020年7月24日  | 夏のせい                    | FOREVER DAZE       |
| 7th  | 2021年4月5日   | 鋼の羽根                    | FOREVER DAZE       |
| 8th  | 2021年7月23日  | TWILIGHT                    | FOREVER DAZE       |
| 9th  | 2021年8月6日   | うたかた歌 feat. 菅田将暉   | FOREVER DAZE       |
| 10th | 2022年7月22日  | 人間ごっこ                  | 未收錄             |
| 11th | 2022年9月30日  | すずめ feat.十明            | 鈴芽之旅電影原聲帶 |
| 12th | 2022年10月28日 | カナタハルカ                | 鈴芽之旅電影原聲帶 |
| 13th | 2023年4月18日  | KANASHIBARI feat. ao        | 未收錄             |
| 14th | 2023年7月4日   | 大団円 feat. ZORN           | 未收錄             |
| 15th | 2024年1月24日  | 正解                        | 正解(生產限定盤)   |
| 16th | 2025年4月18日  | 賜物                        | 未收錄             |

### DVD
2007~2022
2023~Now

### 参加作品
- SUPER TEEN'S!!（2003年10月10日）
  - 「人生 出会い」中收錄
- authentica citrus（2005年8月24日）
  - 「夢見月に何想ふ」中收錄
- ラブラドール（2008年6月25日）
- EMI（2010年11月10日）[6]

## 相關書籍作品

### 書
1.《那個時候的RADWIMPS「人生 相遇」篇》（作者：渡辺雅敏（小学館））
| 小学館        | 小学館                 | 尖端出版      | 尖端出版               |
| 發售日期      | ISBN                   | 發售日期      | ISBN                   |
| ------------- | ---------------------- | ------------- | ---------------------- |
| 2021年2月15日 | ISBN 978-409-388-811-0 | 2023年7月20日 | ISBN 978-626-316-724-7 |

2.《那個時候的RADWIMPS「人間 開花」篇》（作者：渡辺雅敏（小学館））
| 小学館         | 小学館                 |
| 發售日期       | ISBN                   |
| -------------- | ---------------------- |
| 2022年11月18日 | ISBN 978-409-388-887-5 |

3.《LALILULE論：RADWIMPS主唱隨筆散文集》（作者：野田洋次郎（文藝春秋），《有心论》作者：野田洋次郎（人民文学出版社））
| 文藝春秋      | 文藝春秋               | 尖端出版       | 尖端出版               | 人民文學出版社 | 人民文學出版社         |
| 發售日期      | ISBN                   | 發售日期       | ISBN                   | 發售日期       | ISBN                   |
| ------------- | ---------------------- | -------------- | ---------------------- | -------------- | ---------------------- |
| 2015年5月16日 | ISBN 978-416-390-235-7 | 2022年12月13日 | ISBN 978-626-316-723-0 | 2018年12月1日  | ISBN 978-702-014-269-9 |

### 寫真集
- Yojiro Noda 「White Day Dream」（2024年10月04日）

### 雜誌
- BOKU-ZINE Vol.1（2021年03月24日）

- BOKU-ZINE Vol.2（2022年03月24日）

- BOKU-ZINE vol.3（2023年12月13日）